# Panzer

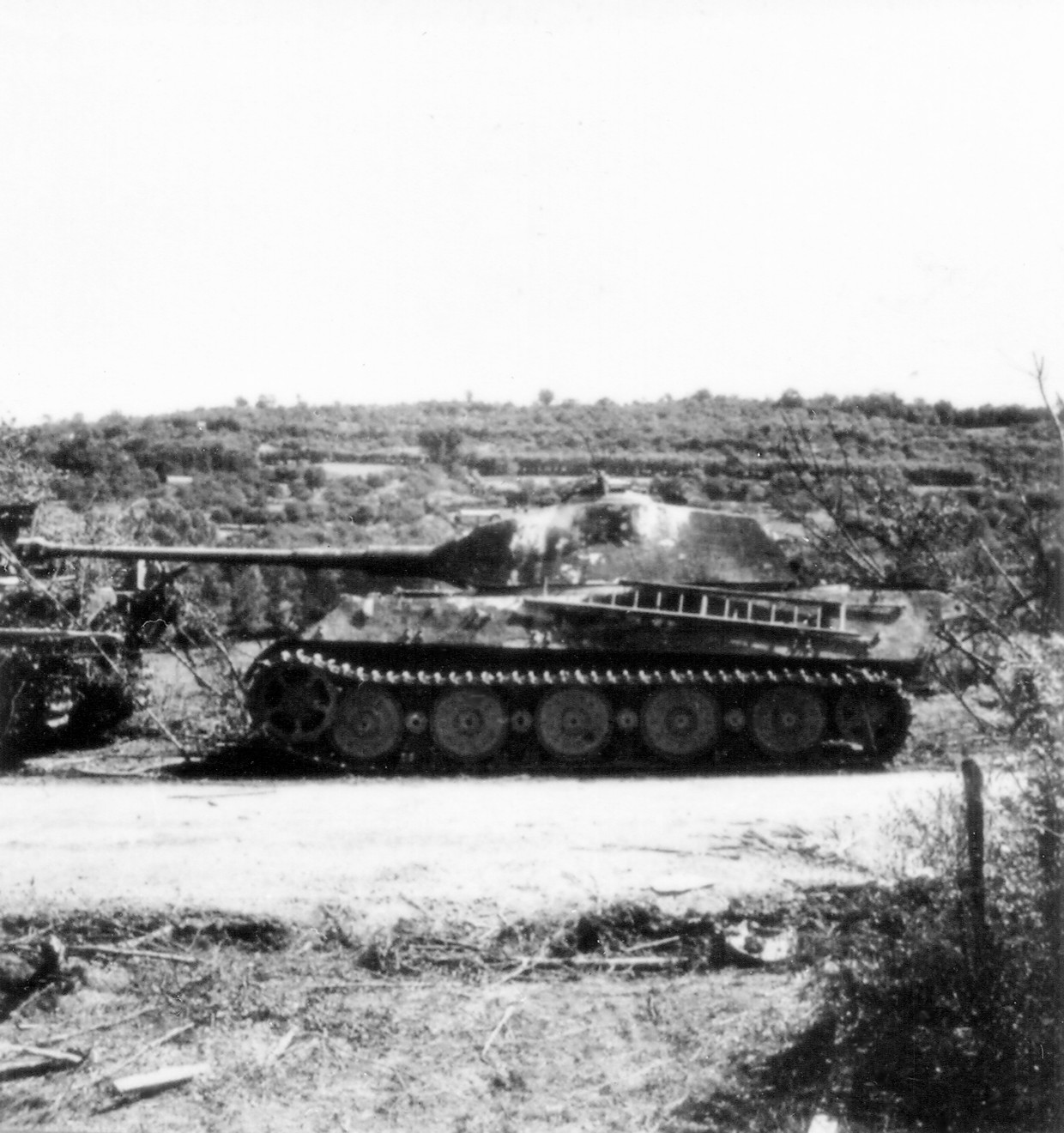
Panzerkampfwagen VI Ausf. B Königstiger

Panzer  Pronunciació (?·pàg.) és una abreviatura de Panzerkampfwagen, paraula alemanya que significa vehicle de combat blindat. Panzer fa referència als carros de combat alemanys de la Segona Guerra Mundial.
El terme Panzer significa cuirassa o blindat, i deriva de la paraula francesa pancier, cuirassa. A més de la paraula Panzer, els alemanys també utilitzaven l'abreviatura PzKpfw.

## Història
Els Panzer eren el component principal de la Blitzkrieg. Aquesta tàctica es concentrava a copejar amb força un punt concret (schwerpunkt), utilitzant la velocitat i maniobrabilitat dels carros de combat. Així mateix, els tancs no eren dispersats en petites unitats de suport a la infanteria, sinó que formaven unitats mòbils conegudes com a divisions Panzer (Pz-Div).
Acompanyades per avions Stuka i tropes motorizadas, les divisions Panzer (10 d'elles al maig de 1940) van aconseguir envair els Països Baixos, Bèlgica i França en tot just dos mesos. En el front oriental, la Wehrmacht va aconseguir les portes de Moscou durant la campanya de 1941-42. L'ús d'altres unitats, com canons d'assalt, divisions d'infanteria pesada o infanteria mòbil, donava el suport a les divisions blindades.
Els primers anys de la contesa van ser l'apogeu del Panzer. Les estepes russes o els deserts del nord d'Àfrica eren terrenys ideals per a la guerra llampec. No obstant això, existien complicacions, com les dificultats de comunicació i logística, del proveïment dels tancs o que la infanteria no podia aconseguir als carros de combat.
Després de les derrotes a L'Alamein i Stalingrad (on en el terreny urbà, el tanc no podia competir), els Panzer van lluitar en inferioritat numèrica enfront d'un enemic cada vegada major. Ja que la mobilitat ja no era decisiva, van aparèixer els tancs pesats per a enfrontar-se a més tancs aliats.
Després de la batalla de Kursk a mitjan 1943, els Panzer van demostrar que havien perdut la seva superioritat ofensiva, i havien d'utilitzar la defensa coordinant-se amb les altres forces. Les últimes temptatives de la Blitzkrieg van ocórrer en la batalla de les Ardenes.
La producció, que era de 3.800 tancs en 1941 (23 Divisions Panzer a la fi de 1941), va aconseguir el seu punt màxim en 1944, amb 19.000 vehicles blindats, incloent 8.300 tancs (30 Divisions Panzer i Panzer/SS en 1944). No obstant això, aquesta xifra era molt inferior als tancs aliats, 51.200 construïts en 1944.

## Models

### Panzerkampfwagen I
També conegut com a PzKpfw I, Panzer I, Sd. Kfz. 101.
El Panzer I no va intentar ser un vehicle de combat, sinó una introducció per a la indústria i l'exèrcit amb el tanc. La seva producció va acabar en 1937, construint-se 1.867 xassís, dels quals 1.493 van disposar de torretes, i la resta van ser utilitzats com vehicles de comandament o entrenament.
Variants:
Panzer I MODIFICAT: Model utilitzat en l'Exèrcit Nacional durant la Guerra Civil espanyola. La modificació es basava en la substitució de l'armament de dues metralladores per un canó Breda de 20 mm i l'addició sobre la torre d'una "ferradura" per a donar-li més altura a aquesta i poder acomodar d'aquesta manera el nou armament. La seva missió era la lluita anticarro, en la qual aquest vehicle estava en inferioritat de condicions enfront dels carros de l'Exèrcit Republicà T-26. Només es van produir 4 unitats, ja que la captura massiva de T-26 i BA-6 va compensar aquesta deficiència, a més de tenir una dubtosa efectivitat, ja que per a la punteria se li va haver de practicar una gran tronera per a poder apuntar el canó.
- Panzerjäger: utilitzant el xassís del Panzer I amb un canó txec capturat Pak(t) 36 L/43.4 de 47 mm.
- Bison I: un Sig 33 (artillería pesada alemanya) muntat sobri del xassís del Panzerkampfwagen I.

### Panzerkampfwagen II
També conegut com a PzKpfw II, Panzer II, Sd. Kfz. 121.
El Panzer II estava armat amb un canó de 20 mm que tenia certa capacitat antiblindatges. Abans de començar la guerra es van construir 1.223.
Variants:
- Panzer II (f): carro de combat llançaflames.
- Marder II: xassís del Panzer II (Sd. Kfz. 131) amb un canó Pak 40 de 75 mm.
- Wespe: xassís del Panzer II (Sd. Kfz. 124) amb un obús lleuger de 105 mm.
- Bison II: un Sig 33 (artillería pesada alemanya) muntat sobre un xassís allargat de Panzerkampfwagen II.

### Panzerkampfwagen 38(t)
També conegut com a PzKpfw 38(t), Panzer 38(t), Sd. Kfz. 140.
Al març de 1939 Alemanya va ocupar la República de Txecoslovàquia i va utilitzar la seva indústria armamentística. El carro LTvz-38, que s'havia començat a fabricar per a l'exèrcit txecoslovac, es va rebatejar com a Panzer 38(t) (la t de tschechisch, txec en alemany). Abans del començament de la guerra van ser construïts només 78 Panzer 38(t).
Alemanya va continuar fabricant Panzer 38(t) durant la guerra. Al començament de 1942, el disseny estava obsolet. No obstant això, les línies de producció ja funcionaven i el vehicle era mecànicament fiable, de manera que es va decidir buscar altres usos per als xassís dels Panzer 38(t).
Variants:
- Marder 138: xassís del Panzer 38(t) (Sd. Kfz. 138) amb un canó Pak 40 de 7,5 cm.
- Marder 139: xassís del Panzer 38(t) (Sd. Kfz. 139) amb un canó rus capturat de 76,2 mm.
- Grille: xassís del Panzer 38(t) (Sd. Kfz. 138/1) amb un canó pesat de 15 cm.
- Aufklärer auf PzKpfw 38(t) mit 2 cm KwK 38 oder 7,5 cm Kwk 38 L724 (Sdkfz 140/1): Vehicle de reconeixement amb una torreta oberta equipada amb un canó de 2 cm (50 unitats) o un de 7,5 cm curt (2 unitats).
- Flakpanzer 38(t) auf Selbstfahrlafette 38(t) Ausf L (Sdkfz 140): Vehicle antiaeri equipat amb un Flak 38 de 2 cm (130 unitats).
- Munitionspanzer 38(t) (Sf) Ausf K (Sdkfz 138): Vehicle de transport de munició per a acompanyar als Grille, la capacitat dels quals d'almacenamiento de projectils era molt petita.
- Munitionsschlepper auf Fahrgestell PzKpfw 38(t): Vehicle de suport per a formacions de carros de combat i artillería autopropulsada.
- Schulfahrerwanne Panzer 38(t): Xassís adaptats per a entrenament de conductors.
- Hetzer / Jagdpanzer 38(t): Modificació del xassís del Panzer 38(t) amb un canó de 7,5 cm Pak 39 L/48 muntat en una superestructura tancada de parets inclinades.

### Panzerkampfwagen III

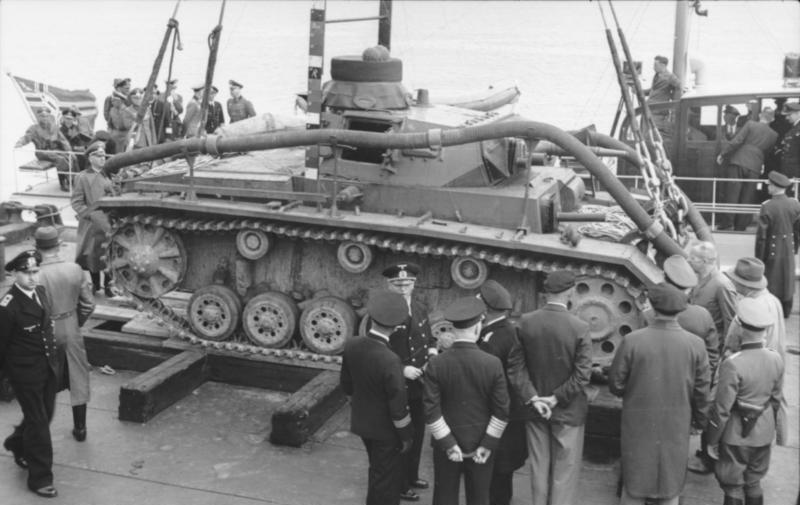
Panzerkampfwagen III Ausf. F

També conegut com a PzKpfw III, Panzer III, Sd. Kfz. 141.
El Panzer III va ser dissenyat com tanc mitjà, amb un canó ràpid de 37 mm. La producció anterior a la guerra va ser de 98 vehicles. Durant la guerra, es va canviar el canó per un L/42 de 50 mm, i després per un L/60 de 50 mm, per a millorar la seva potència antitanc.
El Panzer III va ser el primer tanc amb torreta per a tres persones: el comandant no havia de realitzar les tasques d'artiller o carregador i podia concentrar-se a dirigir el vehicle.
Variants:
- Panzer III (Models A a F): armat amb canó L/45 de 37 mm.
- Panzer III (Models G a M): armat amb canó L/42 o L/60 de 50 mm.
- Panzer III (#Modelar N): armat amb canó L/24 de 75 mm per a suport d'infanteria.
- Panzer III (Flammpanzer III): armat amb un llançaflames.
- Sturmgeschütz III (o Sturmgeschütz 40): canó d'assalt armat amb un canó L/24 de 75 mm, més tard amb un canó L/43 i L/48 (Sd. Kfz. 142)
- StuH 42 (Sturmhaubitze 42): StuG III amb un obús lleuger de 105 mm (Sd. Kfz. 142/2)
- Sturmgeschütz III: també conegut com a Sdkfz 142/1 o com "Stug" per les tropes aliades. Estava format per diferents tipus de canons antitanque de 75mm muntats en el xassís del Panzerkampfwagen III. Existeixen distintes variacions del Stug: Sdkfz 142/1 A,B,C,D...

### Panzerkampfwagen IV
També conegut com a PzKpfw IV, Panzer IV, Sd. Kfz. 161.
El Panzer IV va ser dissenyat al costat del Panzer III. El Panzer IV era lleugerament més gran i pesat, i amb un canó de major calibre, havent estat dissenyat per a atacar posicions enemigues. La producció anterior a la guerra va ser de 211 tancs. Estava armat originalment amb un canó lent L/24 de 75 mm, en 1942 es va actualitzar a un canó L/43 de 75 mm, i en 1944 a un canó L/48 de 75 mm.
Variants:
- Panzer IV (curt): Panzer IV amb un canó L/24 de 75 mm.
- Panzer IV (llarg): Panzer IV amb un canó L/43 o L/48 de 75 mm.
- Sturmgeschütz IV: canó d'assalt, utilitzant la superestructura del Sturmgeschütz III en el xassís d'un Panzer IV; armat amb un canó L/48 de 75 mm (Sd. Kfz. 167)
- Jagdpanzer IV: caçacarros amb un canó L/48 de 75 mm, posteriorment un canó L/70 en el xassís d'un Panzer IV (Sd. Kfz. 162)
- Sturmpanzer IV (Brummbär): amb un obús de 150 mm en un xassís d'un Panzer IV (Sd. Kfz. 166)
- Hummel: amb un obús de 150 mm en un xassís de Geschützwagen III/IV (Sd. Kfz. 165)
- Nashorn: amb un canó Pak43/1 de 88 mm en un Geschützwagen III/IV, conegut també com a Hornisse (Sd. Kfz. 164)
- Möbelwagen: amb un canó antiaeri Flak 43 L/89 de 37 mm en un xassís de Panzer IV (Flakpanzer IV Sd. Kfz.161/3)
- Wirbelwind: amb quatre canons Flak 38 L/112.5 de 20 mm en una torreta blindada amb xassís de Panzer IV (Flakpanzer IV)
- Ostwind:amb un canó antiaeri Flak 43 L/89 de 37 mm en una torreta blindada amb xassís de Panzer IV (Flakpanzer IV)

### Panzerkampfwagen V Panther

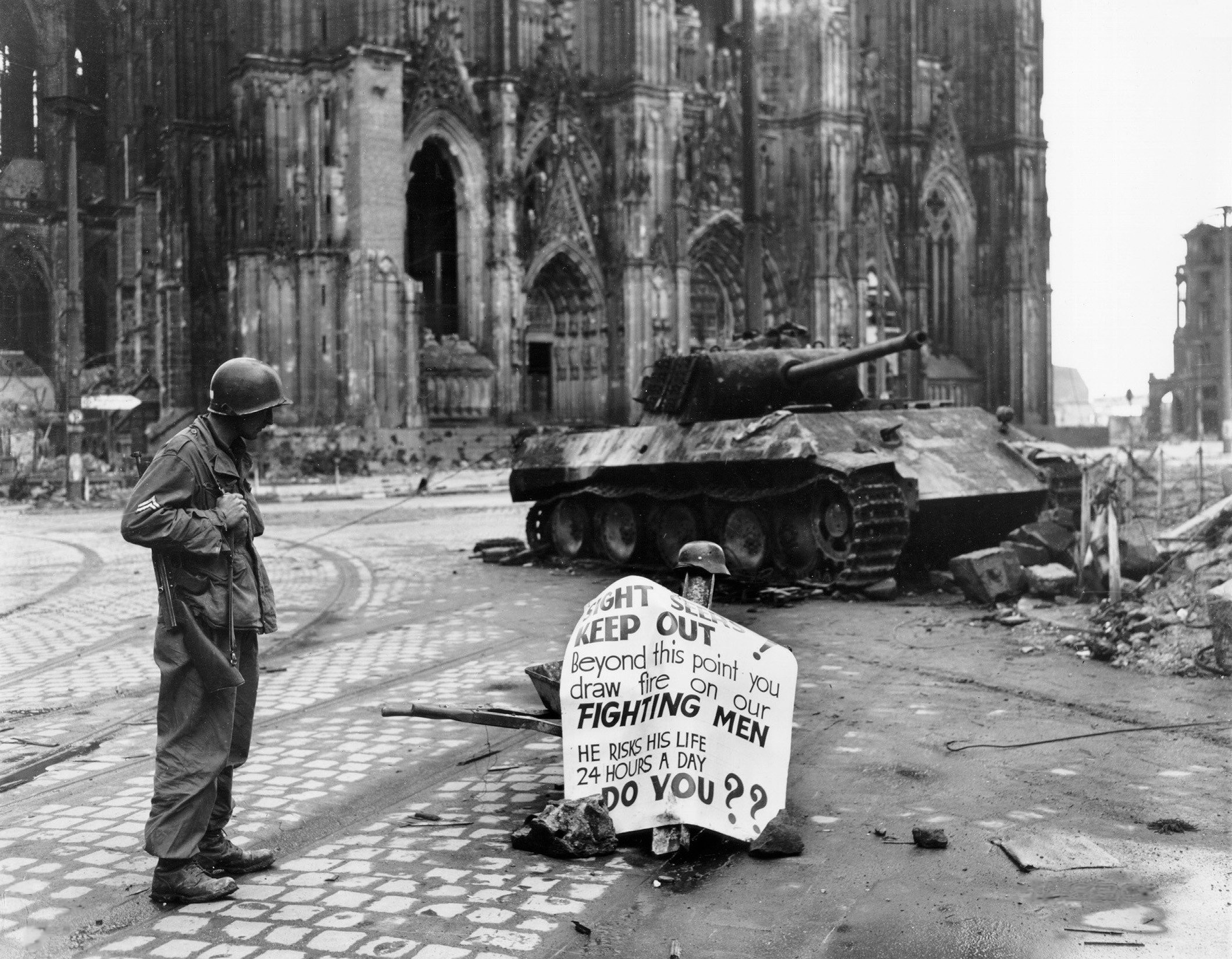
Panzerkampfwagen V Panther destruït a Colònia, 1945.

També conegut com a PzKpfw V, Panzer V, Panther, Sd. Kfz. 171.
El Panzer V Panther era un tanc mitjà, la resposta alemanya al \T-34 soviètic.
Variants:
- Panzer Ausf. D: primera versió en producció, amb canó KwK 42 L/70 de 75 mm.
- Panzer Ausf. A: segona versió millorada de l'Ausf. D
- Panzer Ausf. G: amb blindatge addicional
- Jagdpanther: caçacarros amb un canó L/71 Pak43 de 88 mm en un xassís de Panzer V (Sd. Kfz. 173)

### Panzerkampfwagen VI Ausf. I Tiger
També conegut com a PzKpfw VIE, Panzer VIE, Tiger I, Sd. Kfz. 181.
El Tiger I estava armat amb un canó L/56 de 88 mm. El 26 de maig de 1941 Hitler va ordenar a les empreses Porsche i Henschel que dissenyessin un nou tanc pesat. Franz Xaver Reimspiess va desenvolupar el Panzer Tiger. El disseny d'Henschel va guanyar la competició i es va convertir en el Tiger; el disseny de Porsche es va transformar en el \Elefant.
Variants:
- Sturmtiger: armat amb un llançacoets/morter de 380 mm en un xassís del Tiger I.

### Panzerkampfwagen VI Ausf. B Königstiger
També conegut com: PzKpfw VIB, Panzer VIB, Tiger II, King Tiger (Rei Tigre), Royal Tiger (Tigre Real), Sd. Kfz. 182.
El Panzerkampfwagen VI Tiger II Ausf. B Königstiger va ser un tanc pesat armat amb un canó L/71 de 88 mm. Tenia un paper defensiu en el front occidental, mentre que el front oriental, amb la presència dels caçacarros soviètics, no era especialment efectiu. El Tiger II combinava la potència dels canons anticarros amb blindaje pesat, però mancava de fiabilitat mecànica.
Variants:
- Jagdtiger: armat amb un canó L/55 Pak44 de 128 mm (Sd. Kfz. 186).

## Producció

### Panzer I
- Preguerra: 1.893 xassís, 1.867 amb torretes i la resta per a comandaments i entrenament.

### Panzer II
- Fins a 1939: 1.001.

| Model     | 1939 | 1940 | 1941 | 1942 | 1943 | 1944 | 1945 | Total |
| --------- | ---- | ---- | ---- | ---- | ---- | ---- | ---- | ----- |
| Pz II     | 246  | 9    | 236  | 322  |      |      |      | 813   |
| Pz II (f) |      | 87   | 39   | 29   |      |      |      | 155   |
| Marder II |      |      |      | 372  | 279  |      |      | 651   |
| Wespe     |      |      |      |      | 514  | 162  |      | 676   |
| Bison     |      |      |      | 12   |      |      |      | 12    |
| Total     | 246  | 96   | 275  | 735  | 793  | 162  |      | 2.307 |

### Panzer 38(t)
- Fins a 1939: 0.

El total és superior al nombre de vehicles construïts de forma individual, ja que algunes variants es van construir a partir de la conversió de vehicles danyats o obsolets.
| Model               | 1939 | 1940 | 1941 | 1942 | 1943  | 1944  | 1945  | Total |
| ------------------- | ---- | ---- | ---- | ---- | ----- | ----- | ----- | ----- |
| Pz 38 (t)           | 150  | 370  | 698  | 193  |       |       |       | 1.411 |
| Marder 138          |      |      |      | 111  | 974   | 308   |       | 1.393 |
| Marder 139          |      |      |      | 344  | 19    |       |       | 363   |
| Grille              |      |      |      | 1    | 224   | 148   |       | 373   |
| Flak 38 auf Pz38(t) |      |      |      |      | 87    | 54    |       | 141   |
| Hetzer              |      |      |      |      |       | 1.457 | 1.127 | 2.584 |
| Variants del Hetzer |      |      |      |      |       | 109   | 111   | 220   |
| Total               | 150  | 370  | 698  | 649  | 1.304 | 2.076 | 1.238 | 6.485 |

### Panzer III
- Fins a 1938: 71 carros més 26 Pzbefehlswagen.

| Model          | 1939 | 1940  | 1941  | 1942  | 1943  | 1944   | 1945  | Total  |
| -------------- | ---- | ----- | ----- | ----- | ----- | ------ | ----- | ------ |
| Pz III         | 206  | 396   |       |       |       |        |       | 553    |
| Pz III (50)    |      | 466   | 1.673 | 251   |       |        |       | 2.390  |
| Pz III (50L)   |      |       | 64    | 1.907 |       |        |       | 1.971  |
| Pz III (75)    |      |       |       | 449   | 213   |        |       | 662    |
| Pzbefehlswagen | 44   | 34    | 132   | 131   | 14    |        |       | 381    |
| Pz III (f)     |      |       |       |       | 100   |        |       | 100    |
| StuG III       |      | 192   | 540   | 93    |       |        |       | 825    |
| StuG III       |      |       |       | 695   | 3.011 | *3.849 | 1.038 | 8.593  |
| StuG 42        |      |       |       | 12    | 204   | 903    | 98    | 1.217  |
| Total          | 250  | 1.088 | 2.345 | 3.538 | 5.449 | 4.752  | 1.136 | 16.741 |

*  no inclou 173 Panzer III convertits

### Panzer IV
- Preguerra: 211.

| Model            | 1939 | 1940 | 1941 | 1942 | 1943  | 1944  | 1945  | Total  |
| ---------------- | ---- | ---- | ---- | ---- | ----- | ----- | ----- | ------ |
| Pz IV (curt)     | 45   | 268  | 467  | 124  |       |       |       | 904    |
| Pz IV (llarg)    |      |      |      | 870  | 3.013 | 3.126 | 385   | 7.394  |
| StuG IV          |      |      |      |      | 30    | 1.006 | 105   | 1.141  |
| Jagdpanzer IV    |      |      |      |      |       | 769   |       | 769    |
| Jagdpanzer IV/70 |      |      |      |      |       | 767   | 441   | 1.208  |
| Sturmpanzer IV   |      |      |      |      | 66    | 215   | 17    | 298    |
| Hornisse         |      |      |      |      | 345   | 133   | 16    | 494    |
| Hummel           |      |      |      |      | 368   | 289   | 57    | 714    |
| Möbelwagen       |      |      |      |      |       | 205   | 35    | 240    |
| Wirbelwind       |      |      |      |      |       | 100   | 6     | 106    |
| Ostwind          |      |      |      |      |       | 15    | 28    | 43     |
| Total            | 45   | 268  | 467  | 994  | 3.822 | 6.625 | 1.090 | 13.311 |

### Panzer V (Panther)
| Model       | 1943  | 1944  | 1945 | Total |
| ----------- | ----- | ----- | ---- | ----- |
| Panther     | 1.848 | 3.777 | 507  | 553   |
| Jagdpanther | 1     | 226   | 198  | 425   |
| Total       | 1.849 | 4.003 | 705  | 6.557 |

### Panzer VI (Tiger)
| Model      | 1942 | 1943 | 1944  | 1945 | Total |
| ---------- | ---- | ---- | ----- | ---- | ----- |
| Tiger I    | 78   | 649  | 623   |      | 1.350 |
| Tiger II   |      | 1    | 377   | 112  | 490   |
| Jagdtiger  |      |      | 51    | 28   | 79    |
| Sturmtiger |      |      | 2O    |      | 18    |
| Total      | 78   | 650  | 1.069 | 140  | 1.937 |

### Elefant
| Model   | 1943 |
| ------- | ---- |
| Elefant | 90   |

### Producció total de carros de combat i Elefant
| Model        | Fins a 1939 | 1939 | 1940 | 1941  | 1942  | 1943  | 1944  | 1945 | Total |
| ------------ | ----------- | ---- | ---- | ----- | ----- | ----- | ----- | ---- | ----- |
| Panzer I     | 1.493       |      |      |       | 70    |       |       |      | 1.563 |
| Panzer II    | 1.001       | 246  | 9    | 236   | 322   |       |       |      | 1.814 |
| Panzer 38(t) |             | 150  | 370  | 698   | 193   |       |       |      | 1.411 |
| Panzer III   | 71          | 206  | 858  | 1.998 | 2.793 | 265   |       |      | 6.157 |
| Panzer IV    | 115         | 141  | 278  | 467   | 1.019 | 3.013 | 3.126 | 385  | 8.544 |
| Panzer V     |             |      |      |       |       | 1.768 | 3.749 | 459  | 5.976 |
| Panzer VI    |             |      |      |       | 89    | 647   | 1.000 | 112  | 1.848 |
| Elefant      |             |      |      |       |       | 90    |       |      | 90    |
| Total        |             |      |      |       |       |       |       |      |       |